# Ordre de Saint-Michel et Saint-Georges
Pour les articles homonymes, voir Ordre de Saint-Michel et Ordre de Saint-Georges (homonymie).
L'ordre de Saint-Michel et Saint-Georges, en forme complète le très distingué ordre de Saint-Michel et Saint-Georges (en anglais : Most Distinguished Order of Saint Michael and Saint George), est un ordre faisant partie du système honorifique britannique. Il est surtout décerné aux personnes, fonctionnaires britanniques ou non, ayant rendu de grands services aux services diplomatiques britanniques, au Commonwealth ou aux territoires d'outre-mer. Sa devise en latin est Auspicium Melioris Ævi (en français : Jalon pour un âge meilleur).
L'ordre est d'abord établi le 27 avril 1818 par George IV, alors prince régent, en hommage au protectorat britannique sur les îles Ioniennes. Il incluait alors le grand-maître, qui était le lord-grand-commissaire des îles, 15 chevaliers grand-croix, 20 chevaliers-commandeurs et 25 compagnons. Après la dissolution du protectorat, l'ordre est transformé pour récompenser des Britanniques à l'extérieur du Royaume-Uni.
L'ordre se divise en trois classes : 
- compagnon (Companion, abrégé en CMG, interprété par plaisanterie comme Call Me God, en français « appelez-moi Dieu » ou Colonial Made Gentleman, « gentleman fabriqué aux colonies »)
- chevalier-commandeur ou dame-commandeur (Knight Commander ou Dame Commander, abrégé en KCMG ou DCMG, dit en plaisantant Kindly Call Me God, « veuillez m'appeler Dieu »)
- chevalier grand-croix ou dame grand-croix (Knight Grand Cross ou Dame Grand Cross, abrégé en GCMG ou DCMG, dit en plaisantant God Calls Me God, « Dieu m'appelle Dieu »)

Les grand-croix et commandeurs ont droit de placer le prédicat honorifique Sir ou Dame devant le prénom.
L'ordre est limité à 125 grands-croix, 375 chevaliers-commandeurs et 1 750 compagnons.

## Chapelle

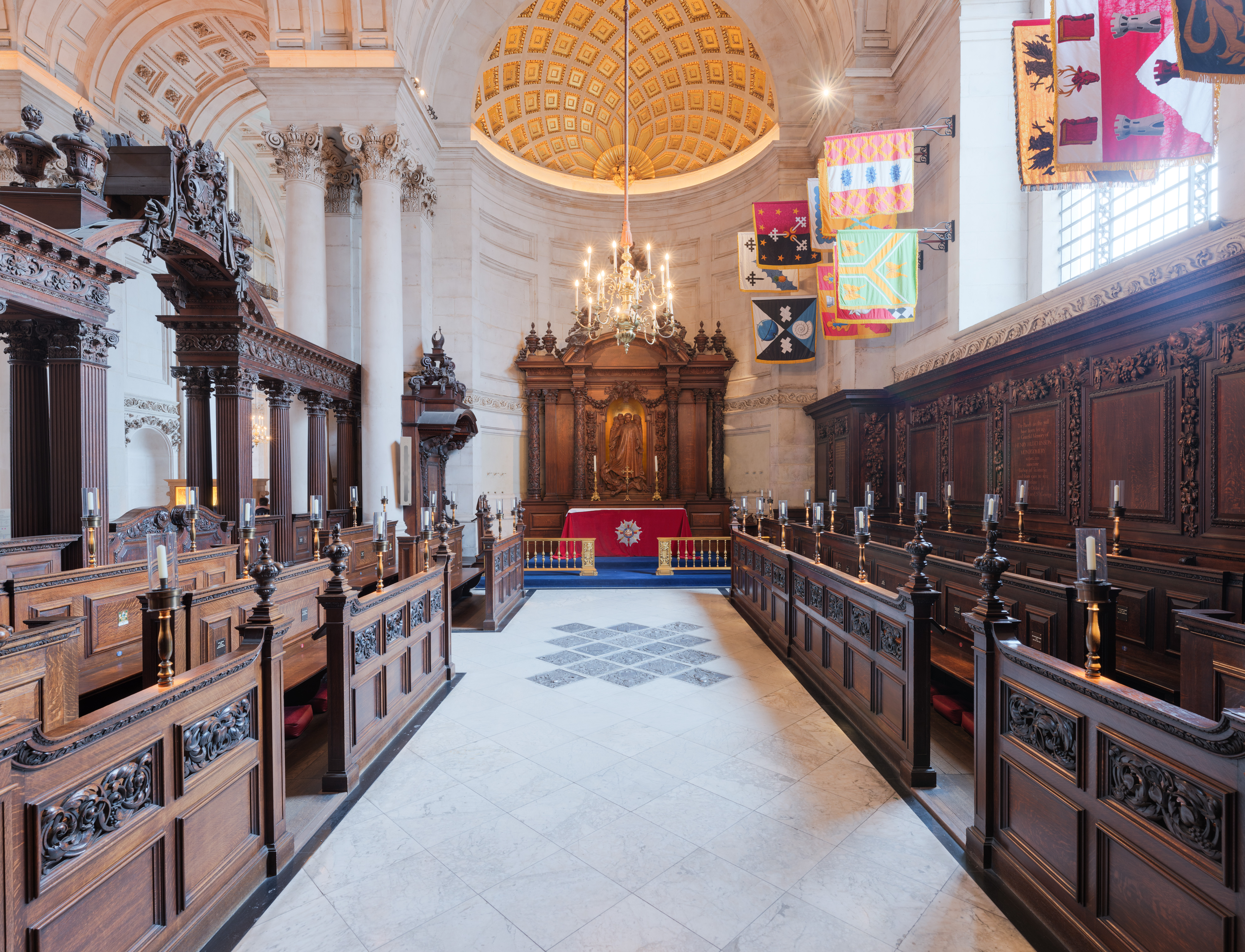
La chapelle dans la cathédrale Saint-Paul à la Cité de Londres.

L'ordre possède une chapelle, jadis située au palais de Saint-Michel et Saint-Georges dans la ville grecque de Corfou aux îles Ioniennes (aujourd'hui le musée d'art asiatique de Corfou). Depuis 1906, la chapelle officielle de l'ordre de Saint-Michel et Saint-Georges se trouve dans la cathédrale Saint-Paul de Londres, qui abrite aussi la chapelle de l'ordre de l'Empire britannique.

## Description
Le manteau, porté uniquement par les chevaliers et les dames grand-croix, est fait de satin bleu marine, rehaussé de soie cramoisie. Sur le côté gauche apparaît une représentation de l’étoile (voir ci-dessous).
Le collier, porté uniquement par les grands-croix, est composé de lions couronnés, de croix de Malte, et de monogrammes de « SM » et « SG ».
La plaque ou étoile, portée par les chevaliers et les dames grand-croix et aussi par les chevaliers et les dames-commandeur, représente la croix de saint Georges, entourée d'une étoile rayonnante d'argent, qui présente en son centre saint-Michel encerclé par la devise Auspicium Melioris Ævi. Sept autres raies d'or sont présents sur l'étoile des grands-croix, mais ils sont absents de l'étoile des chevaliers et des dames-commandeurs.
L'insigne de l'ordre, porté par tous ses membres, est une croix pattée à sept branches en argent. Elle présente en son centre sur une face saint Georges combattant le dragon, encerclé par la devise, avec saint Michel encerclé par la devise sur l'autre.
Son ruban est rouge au centre et bleu aux bords.

L'anneau héraldique de l'ordre.
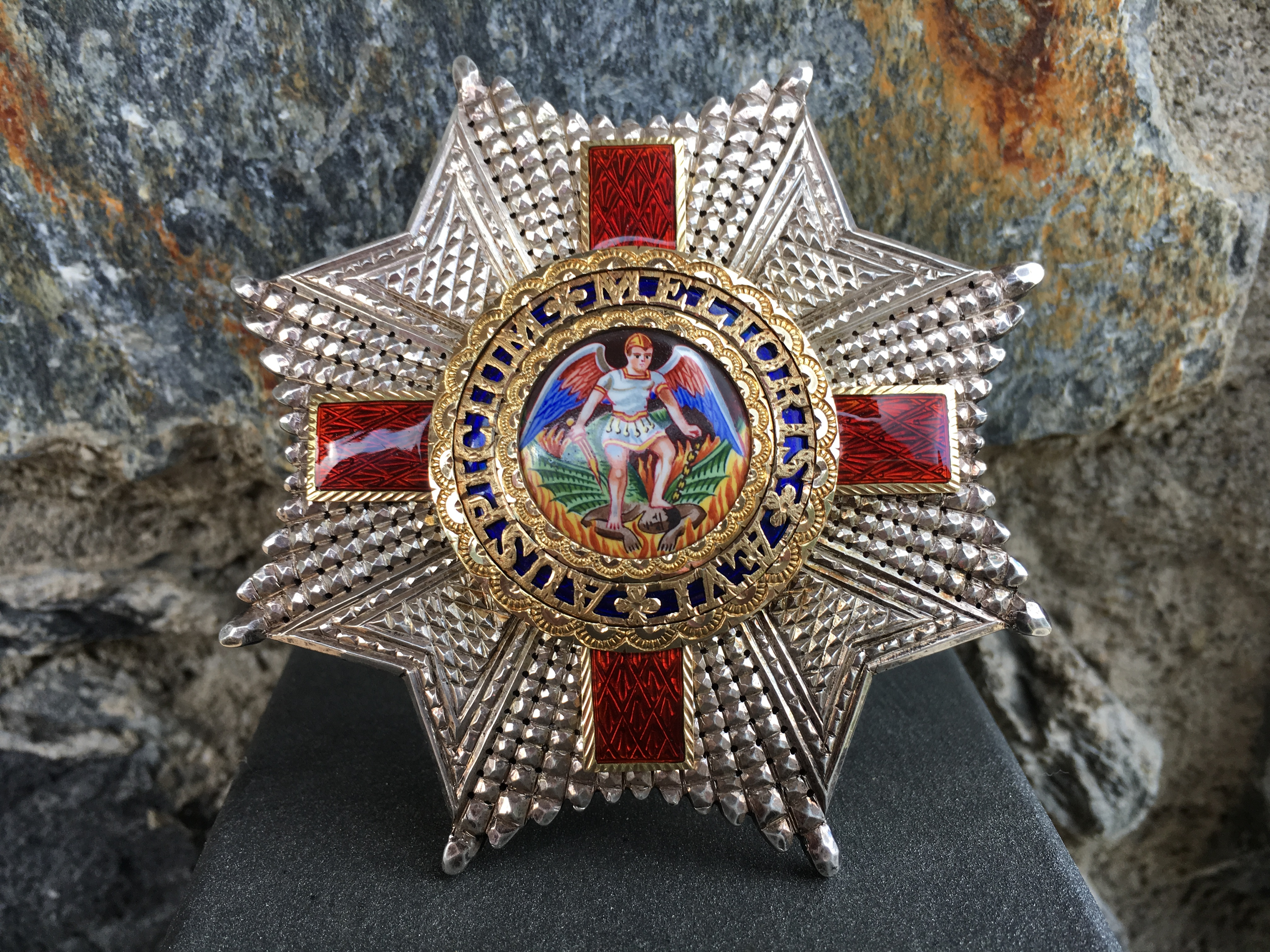
Plaque des chevaliers ou dames-commandeurs (KCMG/DCMG).

## Quelques personnalités distinguées
- Joseph Forlenze (1757-1833), Hon. KCMG, chevalier de Malte, médecin célèbre italien distingué comme ophtalmologue au cours du Premier Empire ;
- Alexander Tilloch Galt (1817-1893), grand-croix, politique anglo-canadien et père de la Confédération canadienne ;
- Charles Brooke (1829-1917), grand-croix, Rajah de Sarawak[1] ;
- Michel Maunoury (1847-1923), grand-croix, général français de la Première Guerre mondiale ;
- Joseph-Paul Eydoux (1852-1918), chevalier-commandeur, général de corps d’armée français ;
- Henri Coutanceau (1855-1942), chevalier-commandeur, général français de la Première Guerre mondiale, commandant du secteur Nord de la région fortifiée de Verdun ;
- Louis Franchet d'Espèrey (1856-1942), grand-croix, maréchal de France de la Première Guerre mondiale ;
- Louis Conneau (1856-1930), grand-croix, général de division d'armée français ;
- Victor d'Urbal (1858-1943), grand-croix, baron d'Empire, général de division français de la Première Guerre mondiale ;
- Jacques de Lalaing (1858-1917), chevalier-commandeur peintre et sculpteur belge ;
- François Marjoulet (1859-1935), compagnon, général français de la Première Guerre mondiale ;
- Rodolphe Forget (1861-1919), chevalier-commandeur, colonel honoraire et diplomate canadien, premier millionnaire canado-français ;
- Henri Berthelot (1861-1931), chevalier-commandeur, général d'armée français, chef de mission en Roumanie pendant la Première Guerre mondiale ;
- Henri Mordacq (1868-1943), chevalier-commandeur, chevalier du Bain, général de corps d'armée français, chef du cabinet militaire sous Clemenceau ;
- Camille Viotte (1871-1928), chevalier-commandeur, général de brigade français ;
- Maurice Wilder-Neligan (1882-1923), compagnon, lieutenant-colonel australien ;
- Carl Berendsen (1890-1973), Knight Commander, homme d'État et diplomate néo-zélandais ;
- Clarence Edward Beeby (1902-1998), pédagogue et diplomate néo-zélandais ;
- Edward Harcourt (1908-1979), chevalier-commandeur, vicomte, diplomate britannique ;
- Foss Shanahan (1910-1964), homme d'État et diplomate néo-zélandais
- Robert Rothschild (1911-1998), chevalier-commandeur, baron belge, ambassadeur de Belgique en France ;
- Jean-Daniel Jurgensen (1917-1987), chevalier-commandeur, résistant, ambassadeur de France ;
- Ryszard Kaczorowski (1919-2010), grand-croix, dernier président de la république de Pologne en exil (1989-1990) ;
- Claude Cheysson (1920-2012), grand-croix, ministre des Relations extérieures et Commissaire européen ;
- Jacques Rogge (1942-2021), hon. KCMG, comte belge, chirurgien, président du CIO (2001-2013)[2] ;
- Laurent Fabius (1946-), hon. KCMG, ancien Premier ministre français (1984-1986) ;
- Anders Fogh Rasmussen (1953-), hon. KCMG, ancien Premier ministre danois et secrétaire général de l'OTAN ;
- Manuel Valls (1962-), chevalier grand-croix honoraire, ancien Premier ministre français (2014-2016) ;
- George Hollingbery (1963-), chevalier-commandeur, homme politique et diplomate britannique ;
- Daniel Craig (1968-), CMG, acteur britannico-américain ;
- Joseph Muscat (1974-), hon. KCMG, ancien Premier ministre maltais (2013-2020) ;
- Angelina Jolie (1975-), hon. DCMG, actrice américaine et envoyée spéciale du haut commissaire des Nations unies pour les réfugiés.